# Ziegelhütte (Thalmässing)
Ziegelhütte ist ein Gemeindeteil des Marktes Thalmässing im Landkreis Roth (Mittelfranken, Bayern). Ziegelhütte liegt in der Gemarkung Eysölden.

## Lage
Die Einöde liegt westlich vom Dorf Eysölden, mit dem sie mittlerweile baulich zusammengewachsen ist. Heute ist auf dem Gelände eine Baumschule.

## Geschichte
Wie der Name andeutet war hier früher eine Feldbrandziegelei, eine einfache Anlage zur Ziegelproduktion, die man als Ziegelhütte bezeichnete.
Der Ort wurde am 1. Mai 1978 gemeinsam mit Eysölden, Pyras und Offenbau nach Thalmässing eingemeindet.